# Українська автономна православна церква Львова
Українська автономна православна церква Львова (юридична назва «Українська Автономна Православна Церква») — нечисленна незалежна православна юрисдикція в Україні з центром у Львові. Церкву очолює митрополит Петро (Петрусь).

## Назва
Офіційна назва — «Українська Автономна Православна Церква». Назва «Українська Автономна Православна Церква Львова» вживається задля розрізнення з Української автономною православною церквою, що діяла на території України в 1940-х роках.

## Історія

### Передісторія
У 1997 році митрополит Петро (Петрусь) покинув УПЦ КП, до якої ненадовго приєднався з УАПЦ та повернувся до УПЦ МП в сані архімандрита. Однак, вже 1999 року він оголосив про створення власної незалежної юрисдикції.

### Історія Церкви
Станом на 2000 рік юрисдикція налічувала близько 20 парафій у Турківському та Старосамбірському районах Львівської області. Через деякий час більша частина цих парафій повернулась до УАПЦ, в єпархію єпископа Макарія (Малетича). Станом на 2018 рік невідомо, чи церква проводить служіння.

## Сучасний стан
У 2014 церква мала лише одну офіційно зареєстровану парафію — «Автономну Православну парафію Св. Ап. Івана Богослова у Львові», яка очолюється самим митрополитом Петром (Петрусем). Вона діяла у приміщенні багатоповерхового житлового будинку на вул. Патона, де облаштовано храм святого апостола Івана Богослова.

## Предстоятель
- 1999 — нині — Петро (Петрусь), митрополит